# Martin Berry

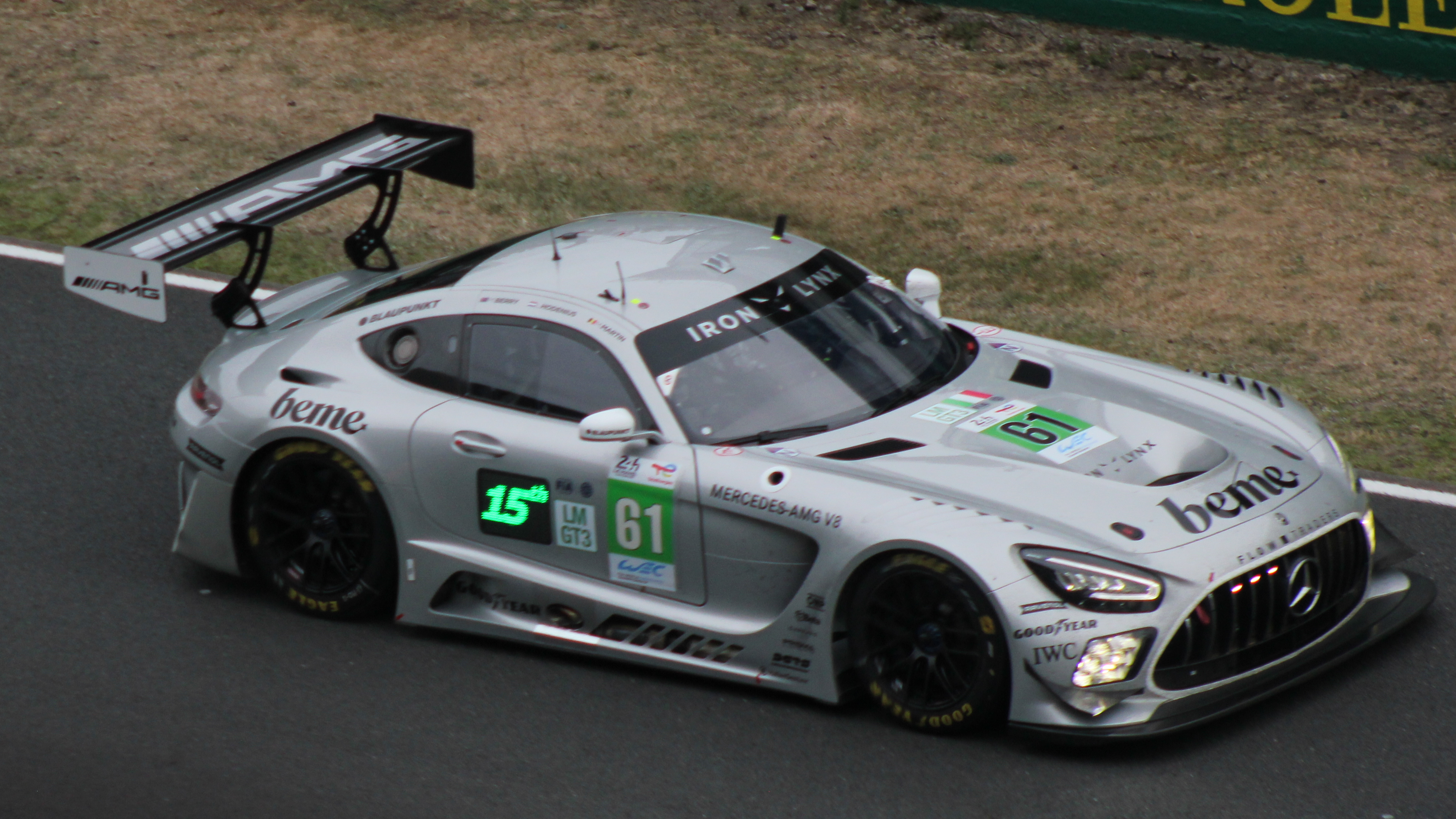
Der von Martin Berry beim 24-Stunden-Rennen von Le Mans 2025 gefahrene Mercedes-AMG LMGT3

Martin Berry (* 9. Juni 1977 in Singapur) ist ein australischer Autorennfahrer. 

## Karriere als Rennfahrer
Martin Berry, der in Singapur geboren wurde und in Japan aufwuchs, kam über die Ferrari Challenge zum internationalen Motorsport. Nach dem Meisterschaftserfolg in der Ferrari Challenge Asia Pacific 2017 fuhr er in der 24H Series und der Blancpain Endurance Series. Ab 2023 war er regelmäßiger Starter bei der European Le Mans Series, wo er 2023 den sechsten Endrang in der LMGTE-Klasse und 2024 den siebten Schlussrang in der LMGT3-Klasse erreichte.
Beim 6-Stunden-Rennen von Spa-Francorchamps 2025 gab er sein Debüt in der FIA-Langstrecken-Weltmeisterschaft.

## Statistik

### Karrierestationen
| - 2017: Ferrari Challenge Asia Pacific (Platz 1) - 2018: Ferrari Challenge Asia Pacific (Platz 5) | - 2023: European Le Mans Series LMGTE-Klasse (Platz 6) - 2024: European Le Mans Series LMGT3-Klasse (Platz 7) |

### Le-Mans-Ergebnisse
| Jahr | Team      | Fahrzeug           | Teamkollege  | Teamkollege   | Platzierung | Ausfallgrund |
| ---- | --------- | ------------------ | ------------ | ------------- | ----------- | ------------ |
| 2025 | Iron Lynx | Mercedes-AMG LMGT3 | Lin Hodenius | Maxime Martin | Rang 44     |              |

### Einzelergebnisse in der FIA-Langstrecken-Weltmeisterschaft
| Saison | Team      | Rennwagen        | 1   | 2   | 3   | 4   | 5   | 6   | 7   | 8   |
| ------ | --------- | ---------------- | --- | --- | --- | --- | --- | --- | --- | --- |
| 2025   | Iron Lynx | Mercedes-AMG GT3 | KAT | IMO | SPA | LEM | SAO | AUS | FUJ | BAH |
| 2025   | Iron Lynx | Mercedes-AMG GT3 |     |     | 25  | 44  | DNF |     |     |     |